# Laia Alsina Ferrer
Laia Alsina Ferrer (Argentona, 1988) és una actriu, directora i dramaturga catalana. Es va graduar en interpretació per l'Escola d'Actor El Timbal Estudis Escènics el 2008. Posteriorment, estudià el màster «L'actor cinematogràfic» i el primer curs d'interpretació a l'Institut del Teatre de Barcelona, on va estudiar també direcció i dramatúrgia. L'any 2014 funda la companyia El Martell, per a la qual va escriure i dirigir la peça Z, XXXIX Premi Born de Teatre 2014 de Ciutadella. Rebé el Premi Adrià Gual l'any 2015 per YX (o La fidelitat dels cignes negres). El 2017 va guanyar el VII Torneig de Dramatúrgia Catalana del Festival Temporada Alta.

## Obres
El teatre de Laia Alsina defuig una concepció aristotèlica per oferir al lector/espectador, amb freqüència, visions fragmentades de les temàtiques que aborda. Sovint, l'autora cerca treballar un teatre de caràcter polític en un intent d'indagar sobre els mecanismes de control que el poder hegemònic fa servir. Alsina aposta per un teatre rapsòdic en què la intertextualitat, el recurs a les cançons o els canvis de rol dels actors proporcionen agilitat a les peces que, a voltes, deriven en un pastitx temàtic —com en el cas d'Ah!—, o intertextual com ara en Y-X o La fidelitat dels cignes negres. Segons Isabel Marcillas Piquer, es tracta d'un teatre agosarat i intel·ligent, que juga amb les tècniques contemporànies per involucrar el receptor des del primer moment. Els seus textos fluctuen entre la tragèdia i la comèdia negra i s'encaren amb les emocions quotidianes amb contundència i sense sentimentalismes banals.

## Estrenes[1]
- 2016. YX (o La fidelitat dels cignes negres). Sala Atrium, Barcelona.
- 2017. YX (o La fidelitat dels cignes negres). La Seca-Espai Brossa, Barcelona.
- 2017. Ah! (Judit). Sala Atrium, Barcelona.
- 2017. A l'altre barri. Lectura dramatitzada. Sala Planeta, Girona.
- 2018. El mar no cap dins d'una capsa de sabates. Teatre Tantarantana, Barcelona.
- 2018. Aigua/Agua. Lectura dramatitzada. La casa de la Maldita Vanidad, Bogotá.
- 2018. Al otro barrio. Lectura dramatitzada. Timbre 4, Buenos Aires.
- 2018. El mar no cap dins d'una capsa de sabates. Teatre Tantaranta, Barcelona.
- 2019. Martí. Sala Beckett, Barcelona.